# محطب (السياني)

تعديل مصدري - تعديل

محطب هي إحدى قرى عزلة هدفان بمديرية السياني التابعة لمحافظة إب، بلغ تعداد سكانها 2512 نسمة حسب تعداد اليمن لعام 2004.